# 南岭杜鹃
南岭杜鹃（学名：Rhododendron levinei）为杜鹃花科杜鹃花属下的一个种。

## 扩展阅读
- 維基物種上的相關：南岭杜鹃